# Kirkburn and Battleburn
Kirkburn and Battleburn var en civil parish från 1866 till 1935 då den blev en del av Kirkburn, i grevskapet East Riding of Yorkshire, i England. Civil parish var belägen 5 km från Driffield och hade 123 invånare år 1931.